# اريك وينستون
اريك وينستون (بالإنجليزية: Eric Winston)‏ هو لاعب كرة قدم أمريكية أمريكي، ولد في 17 نوفمبر 1983 في مدلاند في الولايات المتحدة.

## وصلات خارجية
- الموقع الرسمي
- اريك وينستون على موقع مرجع كرة القدم المحترفة.كوم (الإنجليزية)